# Горпищенка
Горпищенка (крим. Ğorpışçenka), розмовне Горпуха, Горпушка — район по однойменній вулиці у складі Нахімівського району міста Севастополь. Вулиця, а згодом й район отримали назву 17 квітня 1951 року на честь учасника оборони Севастополя 1941-42 років полковника Павла Пилиповича Горпищенка.

## Опис
Основні вулиці: Горпищенка, Фільченкова, Муромська, Ярославська, Курська.
Більшість будинків збудовано у 1950-1970-ті роки Севастопольським морським заводом для своїх працівників.
Мікрорайон вулиці Горпищенка — типовий спальний район, тут практично немає парків та скверів, якщо не рахувати двох невеликих «зелених трикутників» між будинками № 56-60 та 62-64, а також скверу на кінцевій зупинці тролейбусів.
Біля будинку № 47 встановлено пам'ятник полковнику Горпищенку — триметрова стела з інкерманського каменю з барельєфним зображенням. На лицьовій площині стели висічені слова: «Горпіщенко Павло Пилипович, командир 1-го Севастопольського морського полку та 8-ї бригади морської піхоти оборони Севастополя 1941—1942 рр.». Автори пам'ятника — скульптори А. Р. Суха та С. А. Ареф'єва.
Район відрізняє розвинена інфраструктура, наявність магазинів, поліклінік, шкіл, дитячих садків. Мікрорайон на вул. Горпищенка — один з районів міста, що найбільш динамічно і активно розвиваються.